# Clichéfabriek
Een clichéfabriek (ook gespeld als cliché-fabriek) is een fabriek waar drukvormen voor illustraties worden vervaardigd. 
Vooral toen de fotografie nog niet algemeen werd toegepast, waren er aan de clichéfabriek graveurs verbonden, die illustraties vervaardigden. Daarvan werden in de etserij cliché's, met chemische middelen,  vervaardigd. Vanaf 1882 kwam dit proces in zwang. Het stond bekend als chemografie. Hetzelfde geschiedde later met foto's, waarvan eerst een negatief werd gemaakt. De cliché's zijn drukvormen in hoogdruk die in een zetwerk kunnen worden ingevoegd.
Naast genoemde cliché's werden in een dergelijke fabriek soms ook naamplaatjes, stempels en dergelijke geproduceerd.
Tijdens de Tweede Wereldoorlog werd in een aantal van deze fabrieken gewerkt aan het vervaardigen van valse stempels en persoonsbewijzen ten behoeve van het verzet.

## Bekende fabrieken

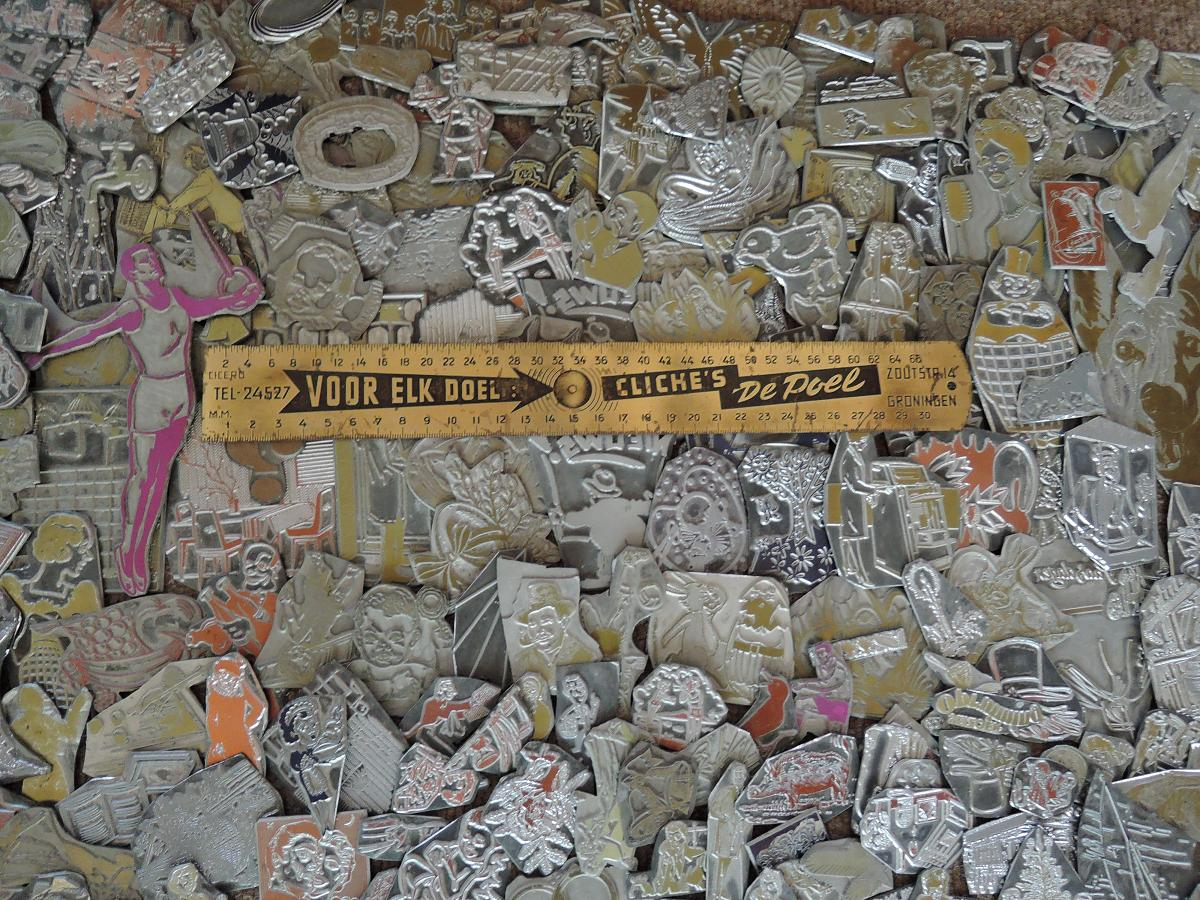
Clichemaker

In Nederland hebben enkele tientallen van deze fabrieken bestaan, zoals:
- Clichéfabriek "Photogravure" te Utrecht
- Nauta & Haagen te Amsterdam, opgericht in 1903
- De Reductie-Compagnie te Rotterdam, 1927-1984
- Noord-Nederlandse Clichéfabriek te Groningen (NNC), opgericht in 1920
- Clichéfabriek De Poel te Groningen, opgericht in 1949
- Clichéfabriek BALI te Groningen, opgericht in 1933
- Internationale Clichéfabrieken Pax Holland NV (Amsterdam)
- NV Chemigrafische Kunstinrichting ‘Union’ (Clichéfabriek),  Amsterdam,